# Lijst van voetbalinterlands Bangladesh - Verenigde Arabische Emiraten
Deze lijst van voetbalinterlands is een overzicht van alle officiële voetbalinterlands tussen de nationale teams van Bangladesh en de Verenigde Arabische Emiraten. De landen hebben tot op heden vijf keer tegen elkaar gespeeld. De eerste ontmoeting, een kwalificatiewedstrijd voor de Azië Cup 1988, was op 17 februari 1988 in Abu Dhabi. Het laatste duel, een vriendschappelijke wedstrijd, vond plaats op 18 maart 2016 in Abu Dhabi.

## Wedstrijden
| № | Plaats    | Datum            | Competitie                 | Wedstrijd                                 | Uitslag |
| - | --------- | ---------------- | -------------------------- | ----------------------------------------- | ------- |
| 1 | Abu Dhabi | 17 februari 1988 | Azië Cup 1988 kwalificatie | Verenigde Arabische Emiraten − Bangladesh | 4 − 0   |
| 2 | Yokohama  | 15 april 1993    | WK 1994 kwalificatie       | Verenigde Arabische Emiraten − Bangladesh | 1 − 0   |
| 3 | Al Ain    | 3 mei 1993       | WK 1994 kwalificatie       | Bangladesh − Verenigde Arabische Emiraten | 0 − 7   |
| 4 | Abu Dhabi | 23 november 1999 | Azië Cup 2000 kwalificatie | Verenigde Arabische Emiraten − Bangladesh | 3 − 0   |
| 5 | Abu Dhabi | 18 maart 2016    | Vriendschappelijk          | Verenigde Arabische Emiraten − Bangladesh | 6 − 1   |

## Samenvatting
| Competitie            | Totaal gespeeld | Winst Bangladesh | Gelijk | Winst V.A.E. | Doelsaldo Bangladesh – V.A.E. |
| --------------------- | --------------- | ---------------- | ------ | ------------ | ----------------------------- |
| WK-kwalificatie       | 2               | 0                | 0      | 2            | 0 − 8                         |
| Azië Cup-kwalificatie | 2               | 0                | 0      | 2            | 0 − 7                         |
| Vriendschappelijk     | 1               | 0                | 0      | 1            | 1 − 6                         |
| Totaal                | 5               | 0                | 0      | 5            | 1 − 21                        |

Wedstrijden bepaald door strafschoppen worden, in lijn met de FIFA, als een gelijkspel gerekend.